# Mühler
Mühler ist ein deutscher Familienname.

## Herkunft und Bedeutung
Mühler ist eine Schreibvariante des Familiennamens Müller. Zu weiteren Informationen siehe dort.

## Namensträger
- Ernst Alfred Mühler (1898–1968), deutscher Maler, Innenarchitekt und Hochschullehrer
- Heinrich von Mühler (1813–1874), preußischer Jurist, Staatsmann und Oberkirchenratsmitglied
- Heinrich Gottlob von Mühler (1780–1857), preußischer Staatsmann
- Johannes Mühler (1876–1952), deutscher Fotograf
- Kurt Mühler (* 1953), deutscher Soziologe
- Rolf Mühler (1910–1967), deutscher Polizeibeamter und SS-Führer, einer der Zerstörer der Altstadt von Marseille